# Сатурн (премія, 1991)
17-та церемонія вручення нагород премії «Сатурн» за заслуги в царині кінофантастики, зокрема в галузі наукової фантастики, фентезі та жахів за 1989 та 1990 роки, відбулася 26 червня 1991 року.

## Переможці та номінанти
Нижче наведено повний список номінантів і переможців. Переможці виділені жирним шрифтом.

### Кіно
| Найкращий науково-фантастичний фільм | Найкращий фентезійний фільм |
| --- | --- |
| - Згадати все - Безодня - Назад у майбутнє 2 - Назад у майбутнє 3 - Неймовірні пригоди Білла і Теда - Коматозники - Люба, я зменшив дітей - Робот-поліцейський 2 - Тремтіння землі | - Привид - Пригоди барона Мюнхгаузена - Завжди - Бетмен - Дік Трейсі - Поле чудес - Гремліни 2 - Індіана Джонс і останній хрестовий похід - Черепашки-ніндзя |
| Найкращий фільм жахів | Найкраща роль молодого актора чи акторки |
| - Арахнофобія - Наречена реаніматора - Людина пітьми - Езорцист 3 - Муха 2 - Опікун - Нічний народ - Кладовище домашніх тварин - Свята кров | - Адан Ходоровскі — Свята кров за роль молодого Фенікса - Томас Вілсон Браун — Люба, я зменшив дітей за роль Рассела «Раса» Томпсона молодшого - Ґебріел Деймон — Робот-поліцейський 2 за роль Хоба - Джейсен Фішер — Відьми за роль Люка - Чарлі Корсмо — Дік Трейсі за роль Малюка - Браян Мадорський — Батьки за роль Майкла Леймла - Роберт Олівері — Люба, я зменшив дітей за роль Ніка Шалінські - Джаред Раштон — Люба, я зменшив дітей за роль Роланда «Рона» Томпсона - Фавіола Еленка Тапіа (англ. Faviola Elenka Tapia) — Свята кров за роль молодої Алми |
| Найкраща чоловіча роль | Найкраща жіноча роль |
| - Джефф Денієлс — Арахнофобія за роль лікаря Росса Дженнінгса - Воррен Бітті — Дік Трейсі за роль Діка Трейсі - Гаррісон Форд — Індіана Джонс і останній хрестовий похід за роль Індіани Джонс - Ед Гарріс — Безодня за роль Вірджіла «Бада» Брігмана - Аксель Ходоровський — Свята кров за роль Фенікса - Ліам Нісон — Людина пітьми за роль Пейтона Вестлейка / «Людина пітьми» - Джек Ніколсон — Бетмен за роль Джека Нап'єра / Джокера - Арнольд Шварценеггер — Згадати все за роль Даґласа Квейда / Гавзера - Патрік Свейзі — Привид за роль Сема Віта | - Демі Мур — Привид за роль Моллі Дженсен - Джулі Кармен — Ніч страху 2 за роль Реджини Дандрідж - Бланка Герра — Свята кров за роль Кончі - Анжеліка Г'юстон — Відьми за роль Головної відьми - Ніколь Кідман — Мертвий штиль за роль Рей Інґрем - Мадонна — Дік Трейсі за роль Магоні - Мері Елізабет Мастрантоніо — Безодня за роль докторки Ліндсі Брігман - Еллі Шиді — Страх за роль Кейсі Бріджес - Дженні Райт — Я, божевільний за роль Вірджинії |
| Найкраща чоловіча роль другого плану | Найкраща жіноча роль другого плану |
| - Томас Френсіс Вілсон — Назад у майбутнє 3 за роль Буфорда «Скаженого пса» Таннена / Біффа Таннена - Джеффрі Комбс — Наречена реаніматора за роль доктора Герберта Веста - Бред Дуріф — Езорцист 3 за роль вбивці Близнюків - Ларрі Дрейк — Людина пітьми за роль Роберта Дюранта - Джон Гловер — Гремліни 2 за роль Деніела Клемпа - Тоні Голдвін — Привид за роль Карла Брюнера - Джон Гудмен — Арахнофобія за роль Дельберта МакКлінтока - Аль Пачино — Дік Трейсі за роль Біг боя Капріс - Роберт Пікардо — Гремліни 2 за роль Форстера | - Вупі Голдберг — Привид за роль Оди Мей Браун - Кім Бейсінгер — Бетмен за роль Вікі Вейл - Фінн Картер — Тремтіння землі за роль Ронди Лебек - Ріба Макінтайр — Тремтіння землі за роль Хезер Гаммер - Джулія Робертс — Коматозники за роль Рейчел Маннус - Дженні Сігроув — Опікун за роль Камілли - Мері Стінберген — Назад у майбутнє 3 за роль Клари Клейтон - Рейчел Тікотін — Згадати все за роль Меліни - Май Зеттерлінг — Відьми за роль бабусі Хельги Евешим |
| Найкраща режисура | Найкращий сценарій |
| - Джеймс Кемерон — Безодня - Клайв Баркер — Нічний народ - Джо Данте — Гремліни 2 - Алехандро Ходоровський — Свята кров - Френк Маршалл — Арахнофобія - Сем Реймі — Людина пітьми - Пол Верговен — Згадати все - Роберт Земекіс — Назад у майбутнє 3 - Джеррі Цукер — Привид | - Вільям Пітер Блетті — Езорцист 3 - Джеймс Кемерон — Безодня - Джеррі Белсон — Завжди - Дон Джекобі (англ. Don Jakoby) та Веслі Стрік — Арахнофобія - Філ Олден Робінсон — Поле чудес - Брюс Джоел Рубін — Привид - Джеффрі Боум — Індіана Джонс і останній хрестовий похід - Рональд Шусетт, Ден О'Бенон та Гері Голдмен — Згадати все |
| Найкраща музика | Найкращі костюми |
| - Алан Сільвестрі — Назад у майбутнє 3 - Алан Сільвестрі — Безодня - Крістофер Янг — Муха 2 - Моріс Жарр — Привид - Джеррі Голдсміт — Гремліни 2 - Джеррі Голдсміт — Згадати все - Джек Гюс — Опікун - Джеймс Горнер — Люба, я зменшив дітей - Саймон Босвелл — Свята кров - Стенлі Майерс — Відьми | - Еріка Еделл Філліпс (англ. Erica Edell Phillips) — Згадати все - Габріелла Пескуччі — Пригоди барона Мюнхгаузена - Джоанна Джонстон — Назад у майбутнє 2 - Джоанна Джонстон — Назад у майбутнє 3 - Боб Рінгвуд — Бетмен - Джилл М. Оханнесон (англ. Jill M. Ohanneson) — Неймовірні пригоди Білла і Теда - Мілена Канонеро — Дік Трейсі - Ентоні Павелл та Джоанна Джонстон — Індіана Джонс і останній хрестовий похід - Алонзо Вілсон (англ. Alonzo Wilson), Леся Лібер (англ. Lesja Liber), Ксенія Бейт (англ. Xenia Beith), Фіона Казалі (англ. Fiona Cazaly), та Меріан Кітінг (англ. Marian Keating) — Черепашки-ніндзя |
| Найкращий грим | Найкращі спецефекти |
| - Джон Каліоне-молодший, Даг Дрекслер, та Чері Міннс (англ. Cheri Minns) — Дік Трейсі - Меггі Вестон та Фабріціо Сфорца — Пригоди барона Мюнхгаузена - Кен Чейз, Майкл Міллс та Кенні Майєрс — Назад у майбутнє 2 - Пол Енгелен, Лінда Армстронг (англ. Lynda Armstrong) та Нік Дадман — Бетмен - Тоні Гарднер та Ларрі Гемлін (англ. Larry Hamlin) — Людина пітьми - Стефан Дюпюїс, Денніс Павлік (англ. Dennis Pawlik), Джо-Енн Сміт-Оджейл (англ. Jo-Anne Smith-Ojeil) та Джейн Данкоуз (англ. Jayne Dancose) — Муха 2 - Боб Кін та Джеффрі Портасс (англ. Geoffrey Portass) — Нічний народ - Роб Боттін, Джефф Доун, Крейг Берклі (англ. Craig Berkeley) та Робін Вейс (англ. Robin Weiss) — Згадати все - Джон Стівенсон (The Creature Shop) — Відьми | - Кен Ралстон (Industrial Light & Magic) — Назад у майбутнє 2 - Industrial Light & Magic, Dream Quest Images, англ. Fantasy II Film Effects, англ. Wonderworks — Безодня - Річард Конвей та Кент Г'юстон (англ. Kent Houston) — Пригоди барона Мюнхгаузена - Брюс Ніколсон, Джон Т. Ван Вліт (англ. John T. Van Vliet), Річард Едлунд та Лора Бафф (англ. Laura Buff) — Привид - Рік Бейкер, Кен Пепіот та Денніс Майкельсон (англ. Dennis Michelson) — Гремліни 2 - Рік Фіхтер (англ. Rick Fichter), Девід Сосалла (англ. David Sosalla) та Пітер Чесні (англ. Peter Chesney) — Люба, я зменшив дітей - Філ Тіпетт, Роб Боттін та Пітер Куран (англ. Peter Kuran) — Робот-поліцейський 2 - Томас Л. Фішер, Ерік Бревіг та Роб Боттін (Dream Quest Images, Industrial Light & Magic, Stetson Visual Services Inc.) — Згадати все - Том Вудрафф молодший та Алек Гілліс (англ. Alec Gillis) (4-Ward Productions, Illusion Arts Inc., Fantasy II Film Effects) — Тремтіння землі |

### Телебачення
| Найкращий телесеріал               | Найкращий телеактор                                                        | Найкраща телеакторка                                            |
| ---------------------------------- | -------------------------------------------------------------------------- | --------------------------------------------------------------- |
| - Зоряний шлях: Наступне покоління | - Патрік Стюарт за роль Жан-Люка Пікара — Зоряний шлях: Наступне покоління | - Лінда Гамільтон за роль Кетрін Чендлер — Красуня і чудовисько |

### Особливі нагороди

#### Нагорода імені Джорджа Пала[en]
- Вільям Фрідкін

#### Спеціальна нагорода
- Майкл Бін
- Ватсон Гарман (англ. Watson Garman)

#### Президентська нагорода[en]
- Бетмен